# Шумаев, Михаил Петрович
Михаи́л Петро́вич Шума́ев (22 апреля 1924, село Большие Алабухи, Тамбовская губерния — 5 февраля 1995, Обнинск) — физик-теоретик, разработчик ядерного оружия, Герой Социалистического Труда (1971).

## Биография
В 1941 году окончил среднюю школу, затем работал в колхозе.
Участвовал в Великой Отечественной войне с марта 1942 года. Рядовой красноармеец 682-го стрелкового полка 212-й стрелковой дивизии, участвовал в обороне Сталинграда. Побывал в 998-м и 3985-м госпиталях, 25 февраля 1943 года был демобилизован по ранению.
В 1944—1945 годах учился в Ивановском химико-технологическом институте, затем перевёлся на физфак МГУ. Окончил университет с отличием и в 1950 году был направлен в КБ-11 в Арзамас-16 (ныне Всероссийский научно-исследовательский институт экспериментальной физики, ВНИИЭФ, город Саров Нижегородской области). Работал старшим инженером в группе И. Е. Тамма, которая занималась теоретическими расчётами водородной бомбы. За эту работу награждён медалью «За трудовую доблесть» в 1954 году, стал лауреатом Сталинской премии 3-й степени в 1953 году. Выполнял расчёты активации пороговых индикаторов в изделии РДС-6с, активации индикаторов перемешивания, выхода Be7. Был одним из авторов отчёта по расчётно-теоретическому обоснованию работоспособности и оценке ожидаемого энерговыделения заряда РДС-37.
В 1955 переведён на предприятие НИИ-1011 (ныне РФЯЦ-ВНИИТФ им. академика Е. И. Забабахина, город Снежинск, Челябинская область). В 1961 году защитил кандидатскую диссертацию, а в 1968 году — докторскую. До 1990 года был начальником отдела в теоретическом отделении. Затем до августа 1991 года работал там же главным научным сотрудником.
Указом Президиума Верховного Совета СССР от 26 апреля 1971 года М. П. Шумаеву присвоено звание Героя Социалистического Труда.
В августе 1991 года ушёл на пенсию. Жил в г. Обнинске Калужской области.
Скончался 5 февраля 1995 года. Похоронен в Обнинске.

## Награды

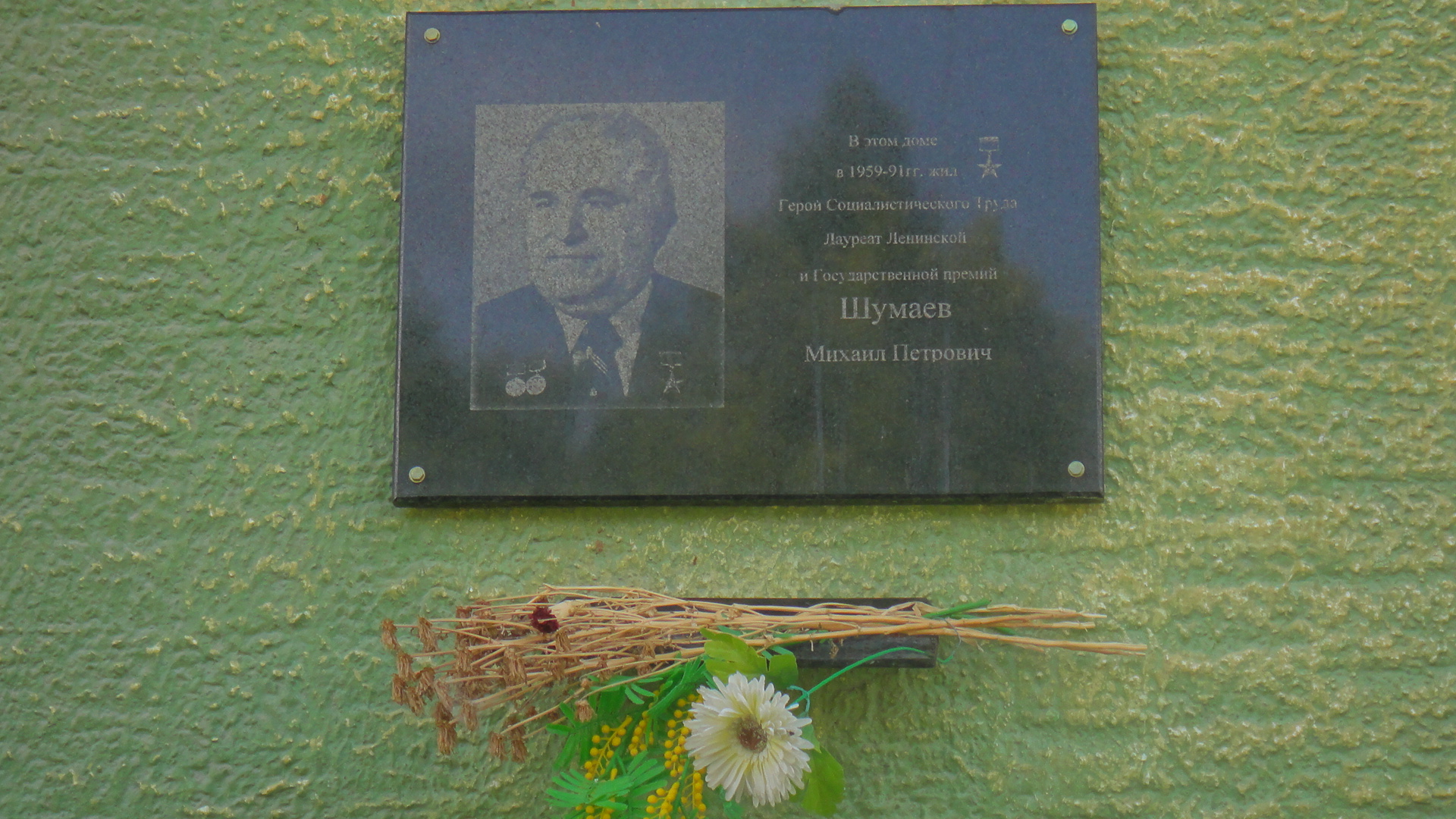
мемориальная доска М. П. Шумаеву в Снежинске

- три орденами Ленина (1956, 1971, 1981),
- орден Октябрьской Революции (1976),
- орден Отечественной войны II степени (1985),
- медали,
- Сталинская премия третьей степени (1953) — за расчетно-теоретические работы по изделию РДС-6с и РДС-5
- Ленинская премия (1958).

## Семья
- Жена — Татьяна Шумаева (р. 1929)
- 3 дочери: Наталия (р. 1953), Светлана (р. 1958), Елена (р. 1965)